# Catocala repudiata
Catocala repudiata là một loài bướm đêm thuộc họ Erebidae. Nó được tìm thấy ở miền tây Turkistan và Tân Cương.